# قرة بلاغ (سراب)
قرة بلاغ هي قرية في مقاطعة سراب، إيران. عدد سكان هذه القرية هو 114 في سنة 2006.